# 理查·帕克斯·波寧頓

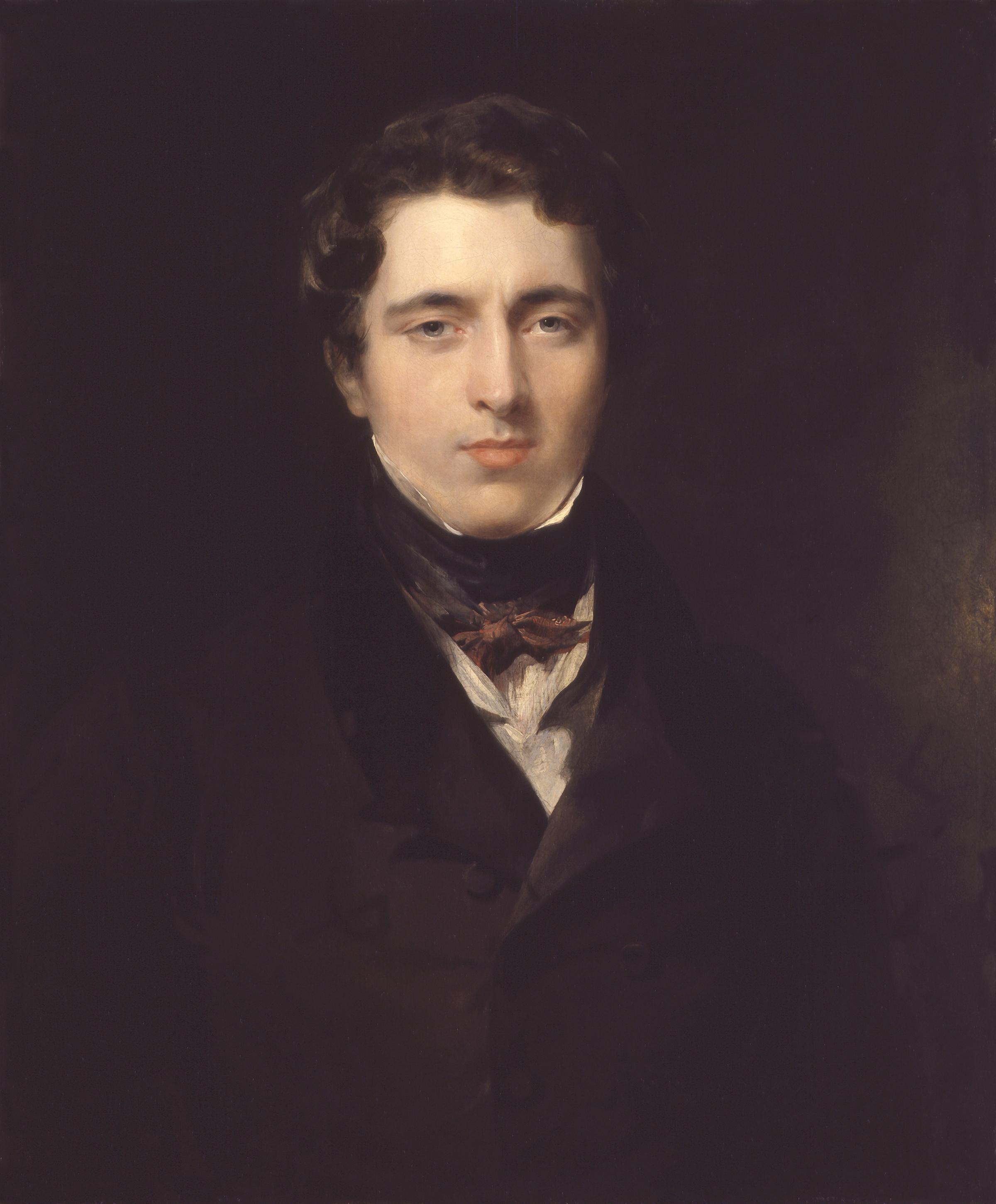
理查·帕克斯·波寧頓

理查·帕克斯·波寧頓 （1802年10月25日—1828年9月23日）是英國浪漫主義畫派的風景畫家，是當時英國最有影響力的畫家。 

## 生平

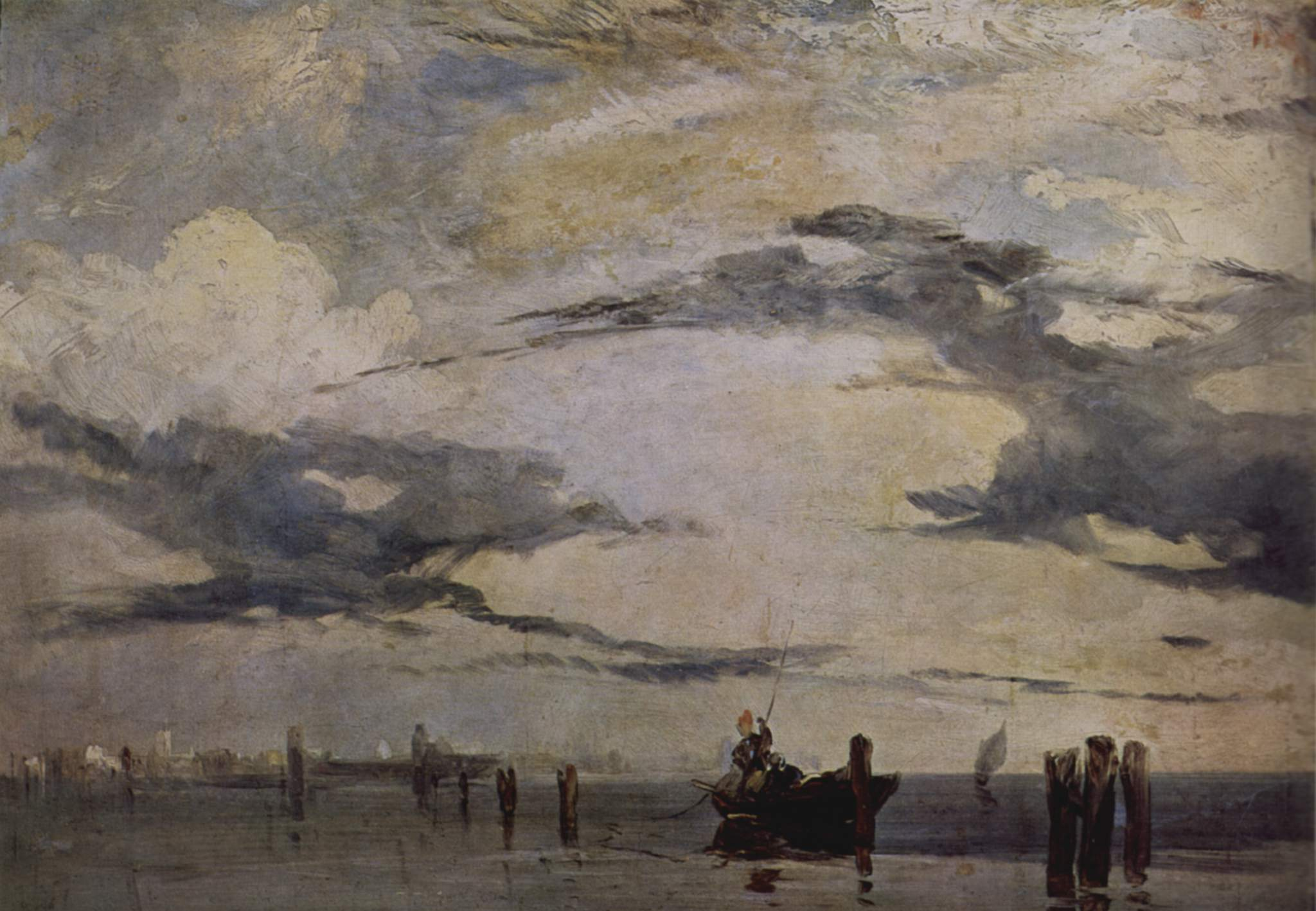
《威尼斯附近的潟湖》，1827年，藏於盧浮宮

波寧頓出生於諾丁漢郊區的阿諾德鎮，他的父親曾經擔任過獄卒，還從事過繪畫和製造花邊飾帶等工作，母親是一位教師，波寧頓從小就和父親學習水彩畫繪畫，11歲時他的作品就參加了利物浦美術學選的畫展。
1817年，他的父親在法國加來建立了一個花邊生產廠，他們全家移居加來。他開始向加來的法國畫家學習繪畫。1818年，他父親在巴黎開了一家花邊零售市場，他們全家移居巴黎，波寧頓遇到德拉克羅瓦，他們成為好朋友。波寧頓經常到盧浮宮臨摹法蘭德斯畫家們的風景畫，1820年，他到巴黎的美術學校學習，師從於格羅。
從這時起，他經常到巴黎近郊寫生風景，1822年，他的畫作在沙龍中首次展出，他還為泰勒男爵的《古代法國風景游》創作了一些插圖石版畫，並創作了一系列的《建築部分和片段》。1824年他和康斯特勃一起獲得巴黎沙龍的金獎。
1828年他的倫敦因為肺結核而逝世，年僅25歲。

## 評價

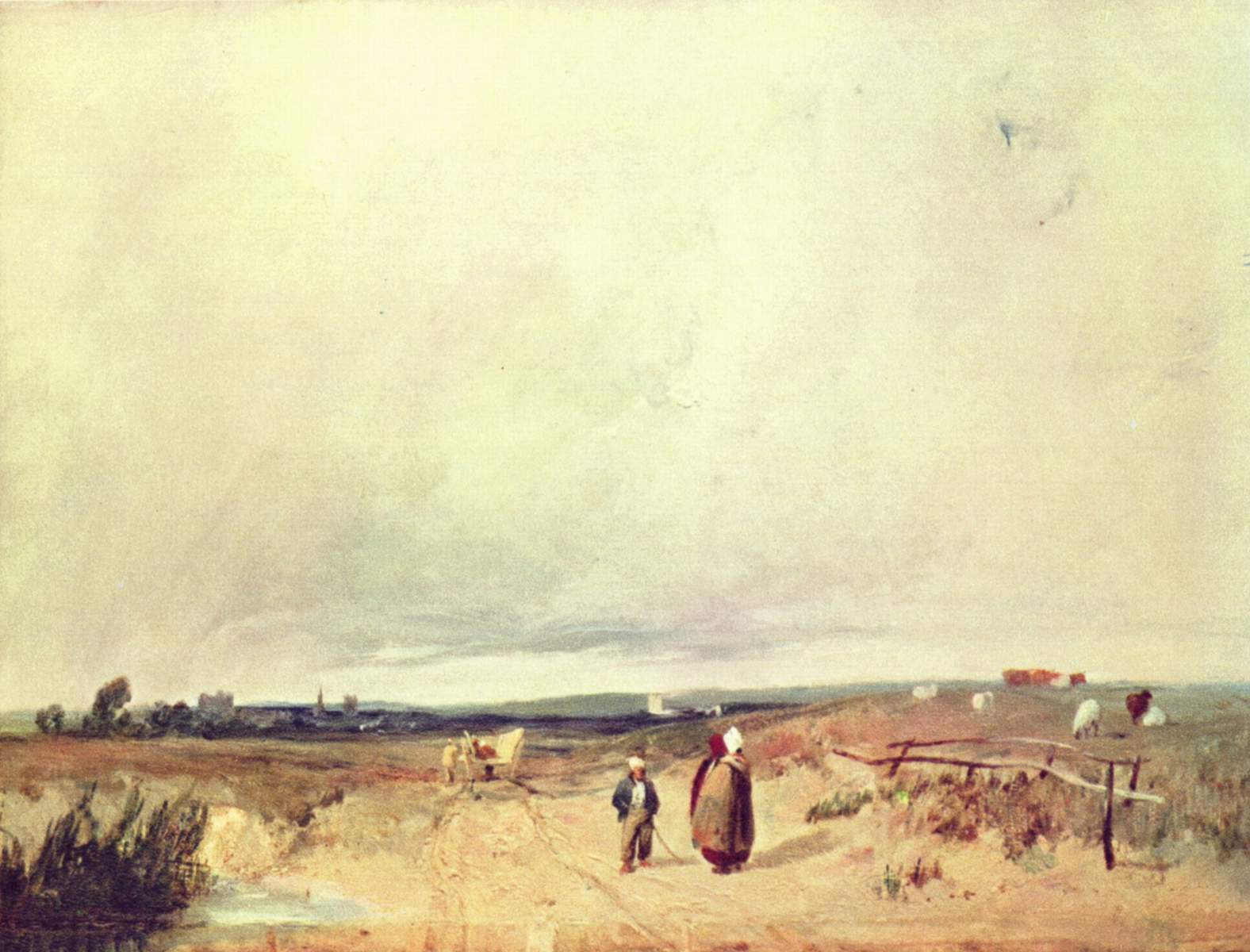
《諾曼底》，約1823年

對波寧頓作品的評價可能莫過於1861年德拉克羅瓦寫給索菲·索列的信中所描述的了：
「……當我第一次見到他時，那時我也非常年輕，大約在1816年至1817年，我在盧浮宮學習……這個畫種（水彩畫）當時在英國還是新生事物，但他已經有令人驚奇的才華……對於我來說，雖然可以在其他現代畫家的作品那裡也可以發現波寧頓作品中的精細和力量，但在這個現代畫派中，甚至包括以前的，沒有一個人具有他那種感人的光線，尤其是在水彩畫中，使他的作品像鑽石一樣讓人眼睛狂喜和著迷，和所有其他物體和繪畫都不一樣」。
「他的名字叫理查·帕克斯·波寧頓，我們都愛他，有朝一日我一定會對他說：『你是你這個領域中最好的，拉斐爾也不能畫出和你一樣的作品，不要擔心其他畫家作品的質量和構圖比你好，因為你的作品已經是大師級的作品。』」

## 外部連結
- Bruce MacEvoy寫的波寧頓傳記（2004年11月17日） （页面存档备份，存于）
- 波寧頓的作品 （页面存档备份，存于）